# Darío Cvitanich
Darío Cvitanich (Baradero, Provincia de Buenos Aires; 16 de mayo de 1984) es un exfutbolista y actual periodista deportivo argentino. Se desempeñó como delantero y su último club antes de retirarse fue Club Atlético Banfield de la Primera División de Argentina, en donde es el quinto máximo goleador de su historia con 66 goles. Actualmente trabaja para ESPN.
Su carrera comenzó en Club Atlético Banfield, en el 2003, en donde sería figura y goleador tanto en el plano nacional, como internacional, especialmente en el Torneo Clausura 2008. Ese mismo año, sería transferido al Ajax de Ámsterdam. Tuvo un pequeño paso por el club Pachuca del fútbol mexicano en calidad de préstamo en el año 2010, en donde ganó su primer título profesional: la Liga de Campeones de la Concacaf 2009-10. Cuando volvió al conjunto neerlandés, ganó la Eredivisie del 2011.
En 2011 se unió a Boca Juniors. Allí ganaría el Torneo Apertura 2011 en el que Boca saldría invicto. También disputó la Copa Libertadores 2012 en la que Boca salió subcampeón. En aquella final sería recordado por errar un remate al arco que dio en el travesaño, y que podría haber valido bastante.
Más tarde, tendría un paso por el Olimpique de Niza (Francia), un regreso al Club Pachuca (México) y una breve estadía en el Miami FC (Estados Unidos). En el año 2017 volvería al club que lo vio nacer, Club Atlético Banfield, en donde disputaría partidos de la Copa Libertadores y Copa Sudamericana en el 2018.
En el año 2019, es transferido a Racing Club de Avellaneda, en donde sería fundamental para que el conjunto académico consiguiera la Superliga Quilmes Clásica 2018-19 y el Trofeo de Campeones de la Superliga 2019. En el 2021, fue despedido con ovaciones junto a su compañero Lisandro López, quien también es una gran leyenda de Racing. Se retiró en Banfield, en donde disputó partidos de la Copa Sudamericana 2022 y pasó los últimos 6 meses de su carrera como futbolista.

## Biografía
Nacido en Baradero el 16 de mayo de 1984, sus abuelos nacieron en Zagreb, capital de Croacia de allí su ascendencia. Estuvo 14 años en pareja con Chechu Cecilia Bonelli con quien comparten tres hijas en común. La separación con la modelo, conductora, actriz y presentadora de televisión se concretó en julio de 2025 

### Banfield
Cvitanich comenzó su carrera en el Club Atlético Baradero y Club Sportivo Baradero. Luego llegó a Banfield en 2001 y para 2003 ya integraba el plantel de Reserva que terminó primero en aquella temporada, teniendo como compañeros a Jesús Dátolo, Gabriel Paletta, Renato Civelli y Mariano Barbosa. Su debut con el equipo de Primera fue a la edad de 19 años, el 26 de octubre de 2003 en una derrota por 3-1 ante Olimpo de Bahía Blanca. Desde allí comenzó a alternar con el Primer equipo, el banco y la Reserva.
Fue un jugador importante durante el Clausura 2005, en el cual Banfield jugaba la Copa Libertadores. El entrenador Julio César Falcioni había decidido implementar un equipo alternativo lleno de juveniles para afrentar la Liga local, por lo cual Darío se convirtió en uno de los delanteros habituales del equipo. A pesar de que para la quinta fecha el equipo marchaba último en la tabla de posiciones, los juveniles iniciaron una arremetida impresionante y finalizaron subcampeones, detrás de Vélez Sarfield.
A pesar de esto, Cvitanich alcanzó su real nivel futbolístico en 2007, cuando se convirtió en figura y goleador del equipo, tanto en el torneo local como en la Copa Libertadores del 2007. Su figura se fue agigantando con los partidos, y pasó de ser pretendido por varios clubes argentinos, a encontrarse en la mira de algunos importantes clubes europeos. El Torneo Clausura 2008 marcó su mejor temporada en Banfield. Con 13 tantos terminó siendo el goleador del torneo. En ese mismo torneo, Banfield derrotó a su clásico rival Lanús a domicilio, en un recordado derby del Sur en el que los granates llegaban como campeones vigentes. El Taladro venció a los locales por 5 a 0, y Darío fue la figura estelar de la tarde con dos tantos. Luego siguió su aventura goleadora, anotándole a equipos de la envergadura de San Lorenzo o River Plate, por ejemplo. 
Ya durante aquel Clausura 2008, la dirigencia de Banfield comenzó las negociaciones para ceder a su figura al Ajax de Holanda. Con las ganancias de dicha venta, Banfield armaría la base de un plantel que un año más tarde alcanzaría el campeonato, en diciembre de 2009.

### Ajax

#### 2008-09
Cvitanich firmó con el AFC Ajax, aunque no dejó Banfield hasta el final de la temporada 2008. Se considera que fue elegido como el sucesor de Klaas-Jan Huntelaar y anotó su primer gol contra el NAC Breda el 12 de diciembre de 2008. Tras el partido contra el NAC, Cvitanich anotó su primer hat trick en las semanas posteriores contra el De Graafschap y ADO Den Haag.

#### 2009-10
Después de una buena temporada no tuvo el mismo éxito que en la anterior y fue cedido al Club de Fútbol Pachuca de México.
Por aquellos años la Selección croata intentó convocarlo, pero la FIFA se negó ya que su ascendencia croata era muy lejana 

### Pachuca

#### 2010
Cvitanich se unió al C. F Pachuca en calidad de préstamo; allí anotó 20 goles con la escuadra blanquiazul. También jugó su primer mundial de clubes, en el cual marcó dos goles contra el Al-Wahda y anotó su penal en la definición por el quinto puesto en la que el Pachuca ganó 4-2 en penales el 15 de diciembre de 2010. Cvitanich regresó al Ájax y después fue cedido al club Boca Juniors. También hay que recordar que con sus dos goles con C. F Pachuca en la Copa Mundial de Clubes de la FIFA 2010 es uno de los máximos goleadores de la historia de este certamen.

### Ajax

#### 2011
Después de un buen paso en México, Cvitanich no fue tenido mucho en cuenta por el técnico del AFC Ajax. Después fue cedido al Boca Juniors.

### Boca Juniors

#### 2011-2012
Cvitanich firmó contrato con Boca Juniors en julio de 2011, aunque en el mes de enero del mismo año, ya había estado cerca de hacerlo, pero aquella operación quedó estancada. El club argentino, lo contrató por un año a préstamo con opción de compra al finalizar la temporada 2011/2012.
Marcó su primer gol con la camiseta xeneize el 27 de julio de 2011, al haber anotado ante el Espanyol de Barcelona en el partido amistoso en el que se disputó la Copa Barcelona, la cual Boca perdió por 3 a 1. No obstante, su primer gol oficial con la vestimenta azul y oro fue el domingo 28 de agosto de 2011, al haber marcado el único gol frente San Lorenzo en el empate 1-1, cotejo disputado en la Bombonera.
El 27 de noviembre de 2011, Darío marcó su segundo gol con la camiseta azul y oro, en el partido que Boca le ganó a Godoy Cruz (Mza) 2 a 1 como visitante. 
Una semana después, luego de vencer 3-0 a Banfield, Boca se coronó campeón del Torneo de Apertura 2011 con dos fechas de anticipación. Ese día, Cvitanich fue la figura del encuentro marcando los dos primeros tantos.
En la última fecha del campeonato, frente a All Boys en La Bombonera, el conjunto local logró ganar el partido por 1 a 0 con gol de Cvitanich, quién de esta forma finalizó el torneo como el goleador del equipo, con cinco conversiones.
En el Torneo Clausura 2012 (Argentina), anotó el primer gol de Boca ante Olimpo de Bahía Blanca, que finalizó 2 a 0, y donde fue elegido la figura del partido. El día 26 de febrero, convierte el primer gol frente a Newell's Old Boys de Rosario en La Bombonera. Boca le ganó al equipo rosarino por 2-0. Luego, anotó otros dos goles por torneo local frente a Argentinos Juniors y Godoy Cruz (Mendoza). Ambos partidos finalizaron en triunfos boquenses (2-1 y 3-0, respectivamente).
Su primer gol en torneos internacionales con el club, lo marcó en la victoria de su equipo por 2-0 ante el Fluminense por la fase de grupos de la Copa Santander Libertadores 2012. Clasificó en el grupo 4 del torneo en el segundo lugar con 13 puntos, a dos del líder, Fluminense. Según algunos rumores, surgió una disputa entre él y el técnico de Boca Juniors, Julio César Falcioni, ya que el DT lo había sacado en el segundo tiempo del partido de vuelta, frente a Fluminense de Brasil, por los cuartos de final, para que ingresara en su lugar Pablo Mouche. Juan Román Riquelme, quien se había puesto del lado del jugador, afirmó que "esto no pasaría si Cvitanich fuese el acompañante de Santiago Silva". El equipo llegaría hasta la final del torneo, donde cayó ante Corinthians de Brasil por un marcador global de 1-3. 
Dado que la segunda final de la Copa se jugó el 4 de julio (cuatro días después del vencimiento de la cesión de Cvitanich a Boca), el Ajax lo habilitó para jugar la final, pero no renovó su contrato con los "Xeneizes", razón por la cual abandonó el club argentino, aunque dejando una buena imagen a la afición auriazul.

### OGC Nice

#### 2012-13
Finalmente al no haber renovado su contrato con Boca para la temporada 2012, Cvitanich regresó a las filas del Ajax Ámsterdam. Poco después, justo antes del inicio de la temporada 2012-13, fue transferido al Niza de la Ligue 1 de Francia.
Finalmente ya en el Niza el argentino marcó su primer doblete el 26 de septiembre que derrotó a Brest por 4-2, de visitante, y se clasificó a los octavos de final de la Copa de la Liga de Francia de fútbol. El 29 de septiembre Darío Cvitanich marca su primer gol por Ligue 1 ante el Bastia.El 6 de octubre marca un gol en la derrota de su equipo por 3 a 1 ante el Reims. El 27 de octubre vuelve a marcar otro gol, esta vez de penal en la derrotade su equipo 3 a 1 ante el Montpellier. El 11 de noviembre el Niza logra un empate a 2 ante el líder del campeonato Olympique de Marsella con un gol de Darío. El 18 de octubre marca un gol ante el Toulouse.EL 24 de noviembre de 2012 Cvitanich convierte un gol desde el punto del penal en la victoria del Niza 1 a 0 contra el Sochaux por Ligue 1.El 8 de diciembre de 2012 marca un gol en el empate 1 a 1 contra el Troyes.El 11 de diciembre de marca un gol contra el Stade Rennais.El 15 de diciembre de 2012 consigue su primer doblete con la camiseta del Niza en la remontada ante el Evian caía 2 a 0 y lo dio vuelta terminó ganado 3 a 2.El 13 de enero marca un doblete en la goleada del Niza 5 a 0 sobre el Valenciennes. El 23 de enero de 2013 marca un gol por la Copa de Francia empezó como suplente y entró a los 77 minutos y marco en el empate 2 a 2. 2 de febrero de 2013 contra Brest, Cvitanich lesionado tendón de la corva. Después de una recaída cuidadoso salió a los 11 minutos del juego. El 31 de marzo de 2013 tiene su regreso contra el Olympique de Marsella en la derrota 1-0 en el que no pudo evitar la derrota. El 6 de abril de 2013 le convierte un gol al Toulouse fue un remate con la derecha desde el centro del área por el lado derecho de la portería, el partido fue un que terminó 4-3 con victoria para el equipo Niza. Después de muy buena temporada en lo individual y grupal el Niza terminó jugando la temporada siguiente la Europa League 2013-14.

#### 2013-14
El 17 de agosto de 2013 Cvitanich marca un gol al Stade Rennais  en la primera fecha de Ligue 1 2013/14, el gol fue remate con la derecha desde el centro del área por bajo, junto al palo izquierdo.

### Pachuca
El 6 de enero de 2015 se anuncia su regreso al Pachuca de la Liga MX para el Torneo Clausura 2015. Para el Torneo Apertura 2015  es dado de baja temporalmente del equipo debido a una lesión.
El 19 de noviembre se anuncia su salida definitiva del cuadro tuzo.

### Miami F.C.
El 21 de diciembre de 2015 se anuncia su llegada al Miami F.C., siendo una de las contrataciones más destacadas junto con la del hondureño Wilson Palacios. Cvitanich marcó el primer gol de la historia del club. 
En el club marcó 9 goles en 27 partidos.

### Banfield
El 7 de febrero de 2017 se daría su vuelta a Banfield, donde llevaría el número 20.
En su debut (frente a Boca Juniors, su exequipo) le anulan mal un gol, que significaría el 1-0 para el Taladro.

### Racing Club
Después de dos años en el Taladro, pasa a Racing Club firmando por 18 meses llegando como flamante refuerzo para ocupar el puesto vacante que dejó Gustavo Bou. En su debut marcaría el tercer gol de su equipo sellando el 3-1 frente a Aldosivi luego de una excelente corrida de Augusto Solari y un gran centro de Eugenio Mena. El 3 de marzo marca su segundo gol en Racing en la victoria 1 a 0 frente a Estudiantes de La Plata. Cuando fue reemplazado, recibió una gran ovación por parte del público en El Cilindro. En la fecha siguiente volvió a marcar, esta vez frente a Colón de Santa Fe, igualando el marcador a falta de 2 minutos para el cierre del partido. El 31 de marzo de 2019, a pesar de su corta estadía en el club, logra consagrarse campeón con "La Academia", después de estar 5 años sin títulos, metiéndose en el corazón de la gente por su jerarquía dentro del campo de juego.
Por el campeonato 2019/2020 le anota goles a Godoy Cruz (victoria 3-0 de Racing) y a Defensa y Justicia (de penal, en el empate 1-1), cerrando su gran año en el club de Avellaneda al conquistar el Trofeo de Campeones de la Superliga Argentina en su primera edición el 14 de diciembre de 2019.
Luego de estar 3 años en Racing con un exitosa estadía, en el 2021 decide dejar el club de Avellaneda. Jugó su último partido el 11 de diciembre del 2021, cuando reemplazó a Javier Correa, en el mismo día que se retiraban del club sus compañeros Lisandro López e Ignacio Piatti.
Se retiró del fútbol profesional el 17 de mayo del 2022 en Club Atlético Banfield. Su último partido fue ante Universidad Católica de Ecuador por la quinta fecha de la Copa Sudamericana.
Tras retirarse como jugador, entró a trabajar como comentarista en ESPN. Allí también trabaja su esposa, Cecilia Bonelli, como conductora de SportsCenter. Comentó su primer partido, entre Olympique de Marsella y Lorient, el 12 de mayo de 2024 junto a Fabián Taboada. Desde entonces ha pasado por múltiples competiciones hasta convertirse en el comentarista principal de los equipos españoles y de LaLiga, convirtiéndose en el reemplazo implícito de Quique Wolff, quien también fue jugador de Racing.

## Estadísticas
| Club                             | Div                 | Temporada           | Liga  | Liga  | Liga   | Copas nacionales(1) | Copas nacionales(1) | Copas nacionales(1) | Torneos internacionales(2) | Torneos internacionales(2) | Torneos internacionales(2) | Otras competiciones(3) | Otras competiciones(3) | Otras competiciones(3) | Total | Total | Total  | Media goleadora(4) |
| Club                             | Div                 | Temporada           | Part. | Goles | Asist. | Part.               | Goles               | Asist.              | Part.                      | Goles                      | Asist.                     | Part.                  | Goles                  | Asist.                 | Part. | Goles | Asist. | Media goleadora(4) |
| -------------------------------- | ------------------- | ------------------- | ----- | ----- | ------ | ------------------- | ------------------- | ------------------- | -------------------------- | -------------------------- | -------------------------- | ---------------------- | ---------------------- | ---------------------- | ----- | ----- | ------ | ------------------ |
| CA Banfield Argentina            | 1a                  | 2003-04             | 4     | 0     | ?      | —                   | —                   | —                   | —                          | —                          | —                          | —                      | —                      | —                      | 4     | 0     | ?      | 0,00               |
| CA Banfield Argentina            | 1a                  | 2004-05             | 12    | 3     | ?      | —                   | —                   | —                   | —                          | —                          | —                          | —                      | —                      | —                      | 12    | 2     | ?      | 0,25               |
| CA Banfield Argentina            | 1a                  | 2005-06             | 21    | 5     | ?      | —                   | —                   | —                   | 1                          | 0                          | ?                          | —                      | —                      | —                      | 22    | 5     | ?      | 0,23               |
| CA Banfield Argentina            | 1a                  | 2006-07             | 25    | 10    | +1     | —                   | —                   | —                   | 8                          | 2                          | 0                          | —                      | —                      | —                      | 33    | 12    | +1     | 0,36               |
| CA Banfield Argentina            | 1a                  | 2007-08             | 30    | 19    | 8      | —                   | —                   | —                   | —                          | —                          | —                          | —                      | —                      | —                      | 30    | 19    | 8      | 0,63               |
| CA Banfield Argentina            | Total 1.ª etapa     | Total 1.ª etapa     | 92    | 37    | +9     | 0                   | 0                   | 0                   | 9                          | 2                          | ?                          | 0                      | 0                      | 0                      | 101   | 39    | +9     | 0,39               |
| Ajax de Ámsterdam · Países Bajos | 1a                  | 2008-09             | 18    | 9     | 2      | 1                   | 0                   | 0                   | 4                          | 0                          | 0                          | —                      | —                      | —                      | 23    | 9     | 2      | 0,40               |
| Ajax de Ámsterdam · Países Bajos | 1a                  | 2009                | 6     | 4     | 2      | 2                   | 0                   | 1                   | 3                          | 0                          | 0                          | —                      | —                      | —                      | 11    | 4     | 3      | 0,36               |
| CF Pachuca · México              | 1a                  | 2010                | 13    | 4     | 1      | —                   | —                   | —                   | 5                          | 1                          | 1                          | 3                      | 1                      | 0                      | 21    | 6     | 2      | 0,29               |
| CF Pachuca · México              | 1a                  | 2010                | 14    | 8     | 3      | —                   | —                   | —                   | 4                          | 2                          | 0                          | 2                      | 0                      | 0                      | 20    | 10    | 3      | 0,50               |
| CF Pachuca · México              | Total 1.ª etapa     | Total 1.ª etapa     | 27    | 12    | 4      | 0                   | 0                   | 0                   | 9                          | 3                          | 1                          | 5                      | 1                      | 0                      | 41    | 16    | 5      | 0,39               |
| Ajax de Ámsterdam · Países Bajos | 1a                  | 2011                | 6     | 0     | 2      | 1                   | 0                   | 0                   | 1                          | 0                          | 0                          | —                      | —                      | —                      | 8     | 0     | 2      | 0,00               |
| Ajax de Ámsterdam · Países Bajos | Total club          | Total club          | 30    | 13    | 6      | 4                   | 0                   | 1                   | 8                          | 0                          | 0                          | 0                      | 00                     |                        | 42    | 13    | 7      | 0,31               |
| Boca Juniors Argentina           | 1a                  | 2011-12             | 27    | 9     | 2      | 2                   | 0                   | 0                   | 11                         | 1                          | 2                          | —                      | —                      | —                      | 40    | 10    | 4      | 0,25               |
| OGC Niza Francia                 | 1a                  | 2012-13             | 29    | 19    | 3      | 3                   | 3                   | 0                   | —                          | —                          | —                          | —                      | —                      | —                      | 32    | 22    | 3      | 0,68               |
| OGC Niza Francia                 | 1a                  | 2013-14             | 31    | 8     | 0      | 1                   | 1                   | 0                   | 2                          | 1                          | 0                          | —                      | —                      | —                      | 34    | 10    | 0      | 0,30               |
| OGC Niza Francia                 | 1a                  | 2014                | 9     | 3     | 0      | 1                   | 1                   | 0                   | —                          | —                          | —                          | —                      | —                      | —                      | 10    | 4     | 0      | 0,40               |
| OGC Niza Francia                 | Total club          | Total club          | 69    | 30    | 3      | 5                   | 5                   | 0                   | 2                          | 1                          | 0                          | 0                      | 0                      | 0                      | 76    | 36    | 3      | 0,47               |
| CF Pachuca · México              | 1a                  | 2015                | 7     | 1     | 1      | —                   | —                   | —                   | —                          | —                          | —                          | 4                      | 1                      | 0                      | 11    | 2     | 1      | 0,18               |
| CF Pachuca · México              | 1a                  | 2015                | 3     | 0     | 0      | 2                   | 2                   | 0                   | —                          | —                          | —                          | —                      | —                      | —                      | 5     | 2     | 0      | 0,40               |
| CF Pachuca · México              | Total 2.ª etapa     | Total 2.ª etapa     | 10    | 1     | 1      | 2                   | 2                   | 0                   | 0                          | 0                          | 0                          | 4                      | 1                      | 0                      | 16    | 4     | 1      | 0,25               |
| CF Pachuca · México              | Total club          | Total club          | 37    | 13    | 5      | 2                   | 2                   | 0                   | 9                          | 3                          | 1                          | 9                      | 2                      | 0                      | 57    | 20    | 6      | 0,35               |
| Miami FC Estados Unidos          | 2a                  | 2016                | 26    | 9     | 4      | 1                   | 0                   | 0                   | —                          | —                          | —                          | —                      | —                      | —                      | 27    | 9     | 4      | 0,33               |
| CA Banfield Argentina            | 1a                  |                     |       |       |        |                     |                     |                     |                            |                            |                            |                        |                        |                        |       |       |        |                    |
| CA Banfield Argentina            | 1a                  | 2017                | 16    | 9     | 2      | —                   | —                   | —                   | —                          | —                          | —                          | —                      | —                      | —                      | 16    | 9     | 2      | 0,53               |
| CA Banfield Argentina            | 1a                  | 2017-18             | 18    | 9     | 3      | 2                   | 1                   | 0                   | 4                          | 2                          | 0                          | —                      | —                      | —                      | 24    | 12    | 3      | 0,50               |
| CA Banfield Argentina            | 1a                  | 2018                | 13    | 5     | 2      | 1                   | 0                   | 0                   | 2                          | 0                          | 0                          | —                      | —                      | —                      | 16    | 5     | 2      | 0,31               |
| CA Banfield Argentina            | Total 2.ª etapa     | Total 2.ª etapa     | 47    | 23    | 7      | 3                   | 1                   | 0                   | 6                          | 2                          | 0                          | 0                      | 0                      | 0                      | 56    | 26    | 7      | 0,46               |
| Racing Club Argentina            | 1a                  | 2019                | 10    | 3     | 2      | 4                   | 0                   | 1                   | 2                          | 0                          | 0                          | —                      | —                      | —                      | 16    | 3     | 3      | 0,18               |
| Racing Club Argentina            | 1a                  | 2019-20             | 17    | 3     | 3      | 3                   | 0                   | 0                   | 1                          | 0                          | 0                          | —                      | —                      | —                      | 21    | 3     | 3      | 0,14               |
| Racing Club Argentina            | 1a                  | 2020                | —     | —     | —      | 14                  | 1                   | 0                   | 7                          | 0                          | 0                          | —                      | —                      | —                      | 16    | 1     | 0      | 0,06               |
| Racing Club Argentina            | 1a                  | 2021                | 16    | 1     | 2      | 1                   | 0                   | 0                   | —                          | —                          | —                          | —                      | —                      | —                      | 17    | 1     | 2      | 0,06               |
| Racing Club Argentina            | Total club          | Total club          | 43    | 7     | 7      | 22                  | 1                   | 1                   | 10                         | 0                          | 0                          | 0                      | 0                      | 0                      | 75    | 8     | 8      | 0,11               |
| CA Banfield Argentina            | 1a                  | 2022                | —     | —     | —      | 6                   | 1                   | 1                   | 4                          | 0                          | 0                          | —                      | —                      | —                      | 10    | 1     | 1      | 0,10               |
| CA Banfield Argentina            | Total club          | Total club          | 139   | 60    | +9     | 9                   | 2                   | 1                   | 19                         | 4                          | ?                          | 0                      | 0                      | 0                      | 167   | 66    | +10    | 0,39               |
| Total en su carrera              | Total en su carrera | Total en su carrera | 371   | 141   | +36    | 45                  | 10                  | 3                   | 59                         | 9                          | 3                          | 9                      | 2                      | 0                      | 484   | 162   | +42    | 0,34               |

## Palmarés

### Campeonatos nacionales
| Título              | Equipo            | País         | Año     |
| ------------------- | ----------------- | ------------ | ------- |
| Eredivisie          | Ajax de Ámsterdam | Países Bajos | 2010/11 |
| Primera División    | Boca Juniors      | Argentina    | A-2011  |
| Primera División    | Racing Club       | Argentina    | 2018/19 |
| Trofeo de Campeones | Racing Club       | Argentina    | 2019    |

### Campeonatos internacionales
| Título         | Equipo  | Sede              | Año     |
| -------------- | ------- | ----------------- | ------- |
| Concachampions | Pachuca | América del Norte | 2009-10 |

### Distinciones individuales
| Distinción                                        | Año    |
| ------------------------------------------------- | ------ |
| Máximo goleador de la Primera División (13 goles) | C-2008 |

## Vida personal

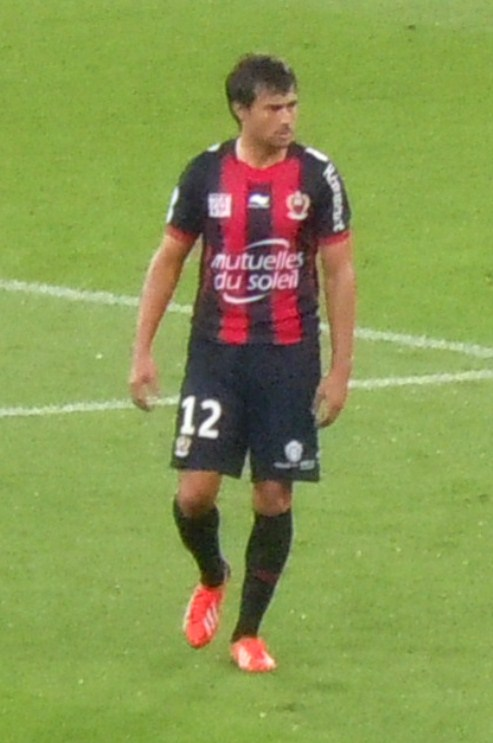
Cvitanich jugando para Nice

Está casado con la modelo Cecilia Bonelli, con quien tiene tres hijas Lupe, Carmela y Amelia. Él y su familia son católicos.